# Romney (Virginie-Occidentale)
Pour les articles homonymes, voir Romney.
La ville de Romney est le siège du comté de Hampshire, dans l’État de Virginie-Occidentale, aux États-Unis. Sa population s’élevait à 1 848 habitants lors du recensement de 2010, estimée à 1 717 habitants en 2018.

## Histoire
Romney est la ville la plus ancienne de l’État. Habitée dès 1725 par des chasseurs et des commerçants, elle était alors connue sous le nom de Pearsall’s Flats. Un nom qui provient des frères John et Job Pearsall (ou Pearsoll), qui construisirent également, en 1738, Fort Pearsall pour se protéger des Amérindiens. Nommée en hommage à la ville de Romney, dans le Kent en Angleterre, par Thomas Fairfax, sixième seigneur Fairfax de Cameron, Romney conserve des toponymes et des symboles de son histoire.

## À noter
Romney est le siège des écoles de l’État pour les sourds et aveugles et du premier mémorial des Confédérés de la nation dans le cimetière d’Indian Mound.